# Oxylymma telephorina
Oxylymma telephorina är en skalbaggsart som beskrevs av Bates 1870. Oxylymma telephorina ingår i släktet Oxylymma och familjen långhorningar. Inga underarter finns listade i Catalogue of Life.